# Cantone di Castelnau-Rivière-Basse
Il Cantone di Castelnau-Rivière-Basse era una divisione amministrativa dell'arrondissement di Tarbes.
A seguito della riforma approvata con decreto del 25 febbraio 2014, che ha avuto attuazione dopo le elezioni dipartimentali del 2015, è stato soppresso.

## Composizione
Comprendeva i comuni di:
- Castelnau-Rivière-Basse
- Hagedet
- Hères
- Lascazères
- Madiran
- Saint-Lanne
- Soublecause
- Villefranque